# Enano de corte

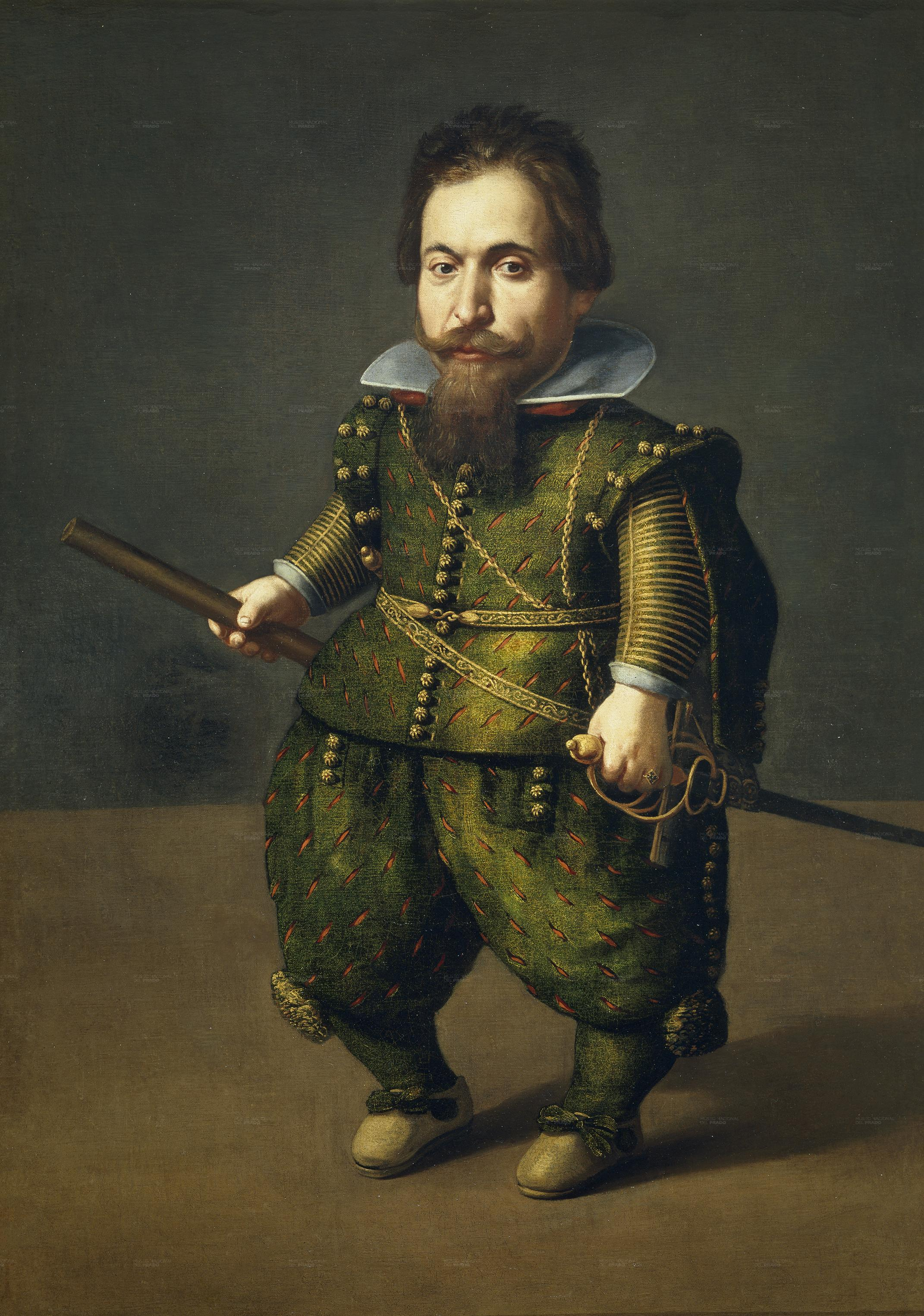
Retrato de enano, óleo sobre lienzo (122 x 87 cm), Madrid, Museo del Prado. Atribuido a Juan van der Hamen por William B. Jordan, se supone que pudiera ser el retrato que en la colección del marqués de Leganés se describe como del enano del conde de olibares (sic), formando parte de una serie de doce obras de igual naturaleza, de las que dos, los bufones Calabazas y Pablillos de Valladolid, se atribuían a Velázquez.

Un enano de corte era una persona afectada por algún tipo de enanismo que pertenecía a un grupo de individuos similares, que era poseído y podía ser comercializado entre la gente de la corte, y entregado como obsequio a otros reyes y reinas. Los deberes asignados a los enanos de corte podían ser de muchos tipos, también había mujeres enanas en las cortes, que normalmente pertenecían a la casa de una dama noble. En algunos casos, un enano de corte también ocupaba el puesto del bufón.
Se solía hacer que los enanos de la corte se pararan próximos al rey o la reina durante las apariciones públicas y las ceremonias, debido a que eran tan pequeños, el rey parecía mucho más grande y realzaba visualmente su posición. Además de los bufones de la corte que eran artistas y payasos profesionales, los enanos de la corte también se usaban como bufones para provocar la risa debido a sus cuerpos inusuales. Su apariencia también creó alusiones a la mitología y magia como en el caso de los kobold.

## Historia

### Antigüedad

#### Egipto

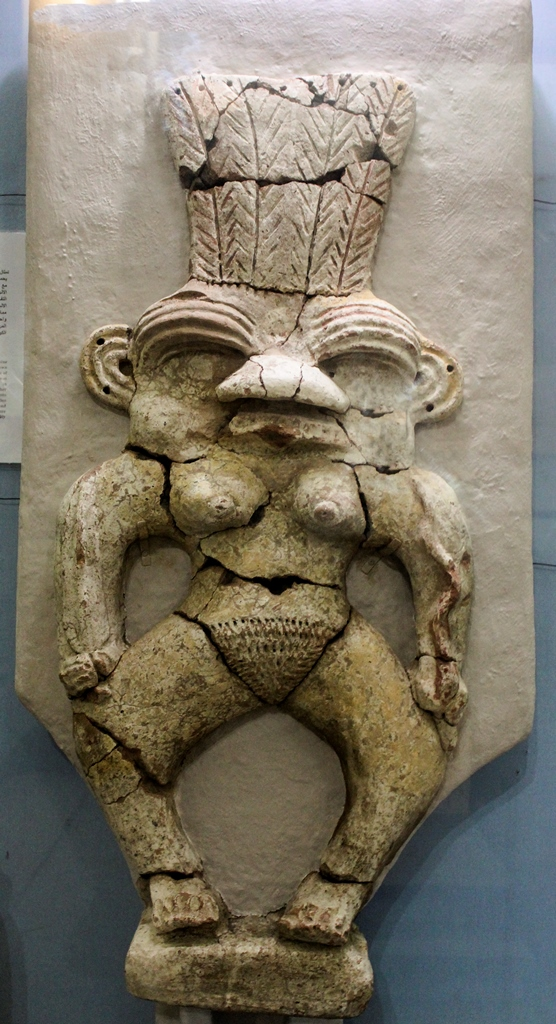
La diosa Beset - Museo nacional de Sudán.

Desde los primeros tiempos históricos, los enanos atrajeron la atención de los gobernantes, y hubo competencia por parte de los reyes y los pudientes para adquirirlos como acompañantes. En el Antiguo Egipto se veía a los enanos como personas con importantes asociaciones sagradas, por lo que poseer uno de ellos le otorgaba a una persona prestigio social.
La evidencia artística indica que los enanos eran empleados como asistentes personales, supervisores de la ropa blanca, cuidadores de animales, joyeros, bailarines y animadores. Había un valor significativo atribuido a los enanos en el antiguo Egipto. Hubo varios enanos de élite en el Imperio Antiguo que alcanzaron un estatus importante y acorde con él tuvieron un lujoso lugar de entierro en el cementerio real cerca de la pirámides de sus soberanos. Sus nombres y títulos se conservan inscritos en sus estatuas o relieves funerarios: Seneb, Pereniankh, Khnumhotpe y Djeder. Había al menos dos dioses enanos, Ptah y Bes. Ptah estaba asociado con la regeneración y el rejuvenecimiento. Bes y su contraparte femenina Beset eran protectores de la sexualidad, el parto, las mujeres y los niños.

#### China
El historiador y astrónomo Sima Qian (Longmen, c. 145 a. C. - 90 a. C.) escribió sobre los enanos de la corte, narrando una anécdota sobre You Zan, un enano bajo Qin Shi Huang (259 - 210 a. C.). En un pasaje describió a You compadeciéndose de los guardias que estaban parados bajo la lluvia durante un banquete. Se dice que el emperador escuchó la conversación de You con ellos y ordenó un cambio de guardia para que pudieran descansar adentro. No siempre fueron bien tratados en China, se dice que el mismo Confucio ordenó la ejecución de algunos enanos de corte. El emperador Hsuan-Tung los mantuvo en un aparte llamado "lugar de descanso para monstruos deseables" y el emperador Wu Di (156 a. C. – 29 de marzo de 87 a. C.) de la dinastía Han (206 a. C. - 220 d. C.) occidental (西漢朝, xī hàn cháo) importó numerosas personas de baja estatura como esclavos. Existen en los ajuares funerarios numerosas figuras denominadas mingqi, entre las cuales hay personas enanas que parecen contar historias o actuar como músicos, ya que tienen tambores y palillos en sus manos. Se creía que una persona fallecida tenía dos tipos de alma: el hun (que podían ascender a los cielos o viajar al inframundo) y el po (que permanecía con el cuerpo en la tumba). Las figuras mingqi estaban destinadas a proteger, servir o entretener a este último. En otras palabras, las figuras enanas deben haber sido muy bienvenidas como artistas en el más allá de la élite. Cuando un gobernador provincial llamado Yang Cheng defendió a la gente pequeña y le dijo al emperador que no eran esclavos sino sus súbditos y que debían ser tratados como tales, Wu Di se habría conmovido  y ordenado su liberación. Se dice que Yang Cheng habría sido deificado por algunas familias de las personas afectadas, y su imagen continuó siendo venerada durante siglos. Sin embargo, siguieron existiendo enanos de corte en la corte imperial china.
Los emperadores chinos podían importar enanos a través de la Ruta de la Seda. Esta práctica persistió al menos hasta la dinastía Tang (618 - 907d. C.).

### Culturas precolombinas

#### Aztecas
Bernardino de Sahagún narra que los soberanos aztecas tenían la costumbre de reunir "unos enanos, unos jorobados, y otras gentes maltrechas" en zoológicos humanos, mientras que Bernal Díaz del Castillo relata que "a veces, durante la cena [de Moctezuma Xocoyotzin], se traían indios jorobados, muy feos, de pequeña altura, que desempeñaban el papel de bufones".

#### Mayas
Christian Prager afirma, a consecuencia del análisis de los textos glíficos en algunos vasos mayas, que los enanos ejercían cargos administrativos, recibían los regalos de los invitados a la corte y los ajuares de los matrimonios, recaudaban impuestos y controlaban la calidad de los productos. Por otra parte, podían dedicarse a la escultura ya que una estela de origen desconocido muestra que el artista era un enano.
Nicolás Balutet, quien estudió la importancia de los enanos en el mundo maya precolombino, refiere que "En las representaciones de enanos, éstos suelen aparecer postrados a los pies de los soberanos, proponiéndoles a veces ofrendas [...] Están presentes también en las canchas de juego de pelota acompañando a los soberanos [...]
La leyenda del enano de Uxmal, donde se narra la historia de un enano que llega a ser monarca, da cuenta de la relevancia de los enanos en el contexto de las creencias de los mayas.

### Europa

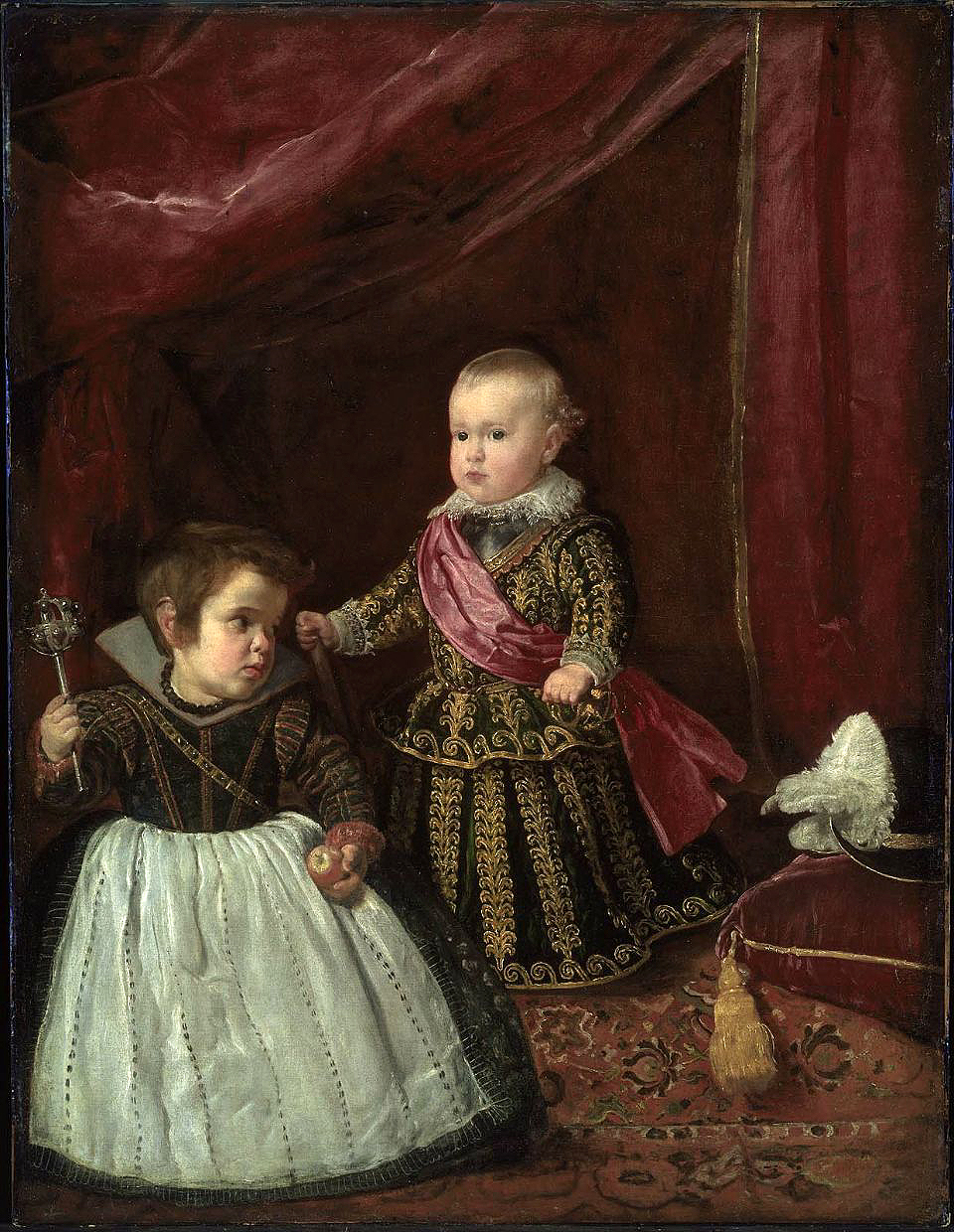
Baltasar Carlos con enano.

El papel especial que los enanos jugaron en las cortes reales europeas entre el siglo XV y el XVIII, puede explicarse por todo tipo de características que se atribuían a las personas de muy baja estatura. Eran vistos como misterios de la naturaleza y se les asociaban habilidades peculiares, por lo que a menudo se los consideraba como una suerte de amuletos de buena suerte. Ocasionalmente se les atribuían habilidades curativas. Debido a su pequeño tamaño, a menudo servían como compañeros de juegos para niños principescos (véase por ejemplo el cuadro de Velázquez Las meninas o su retrato El príncipe Baltasar Carlos con un enano), y luego, en ocasiones, podría tener más tarde el papel de un confidente especialmente cercano y querido. Una cierta tendencia hacia lo -aparentemente- infantil e inocente también puede haber jugado un papel, similar a las numerosas figuras de amorcillos que se encuentran en el arte renacentista y barroco. Los enanos de corte a menudo se representaban con animales como perros, pájaros exóticos (loros, cacatúas) o pequeños monos, por lo que parece que también cuidaban de los animales en la corte. Dado que los perros grandes, como los mastines o los perros pastores, a menudo se parecen a un caballo al lado de una persona pequeña, este efecto óptico también podría haberse elegido en pinturas para enfatizar particularmente la pequeñez de un enano (por ejemplo Enano y mastín del cardenal Granvela de Antonio Moro, c.1549–1560, Louvre, París).

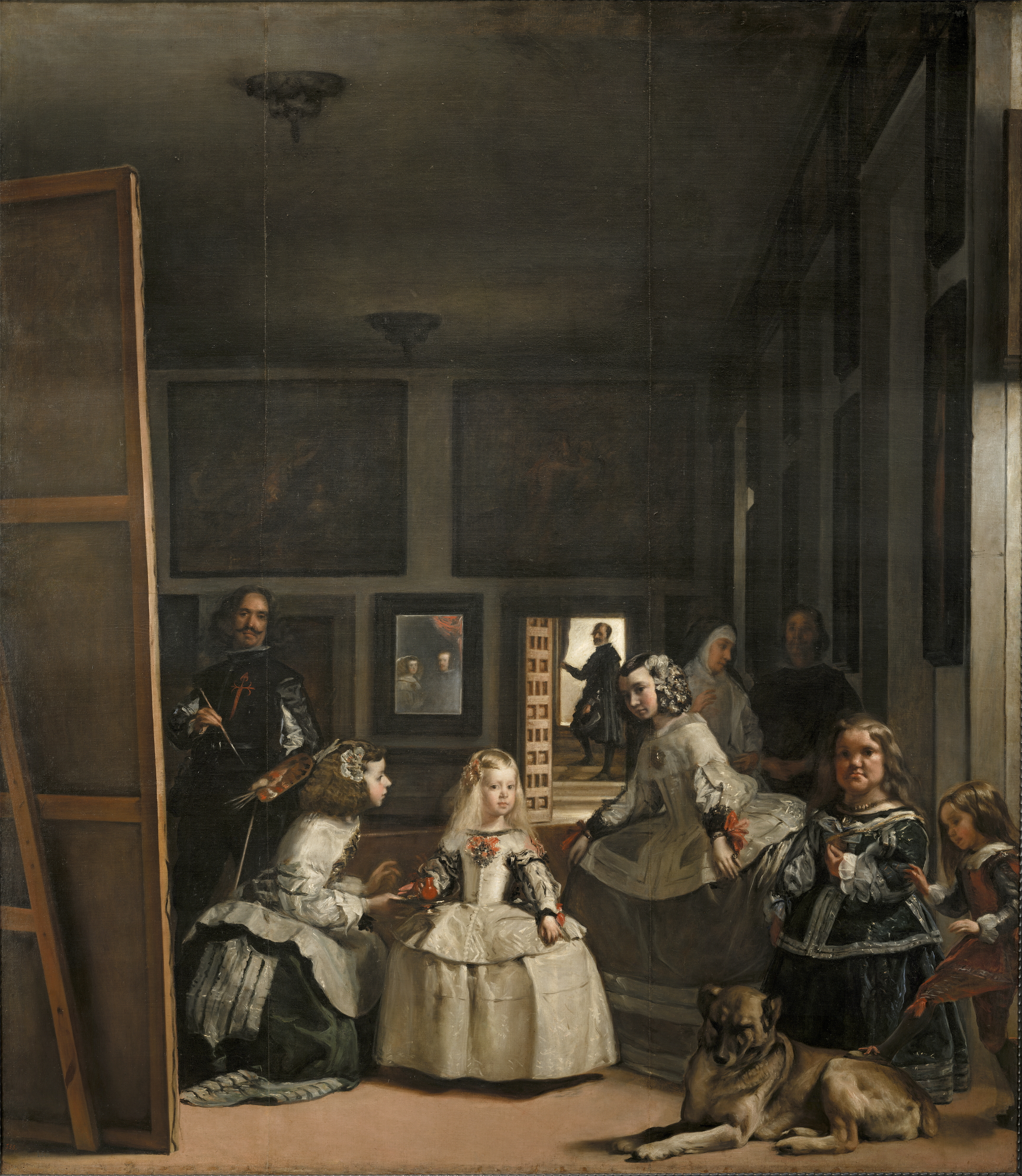
Las meninas. En la pintura aparecen, de izquierda a derecha: Velázquez, María Agustina Sarmiento, una de las meninas, la infanta Doña Margarita, Isabel de Velasco, la otra menina, y los enanos Mari Bárbola y Nicolasito Pertusato; en segundo plano, Marcela de Ulloa y un guardadamas; en el espejo se reflejan los reyes Felipe IV y Maríana de Austria, y al fondo aparece José Nieto, aposentador de palacio.

El deseo de rodearse de personas de baja estatura procedía de un interés general por los fenómenos caprichosos o "maravillosos" de la vida. El apogeo de los enanos de corte es observable en los siglos XVI y XVII junto, por un lado, con la superstición sobre las brujas y, por otra parte con la aparición de los llamados cuartos de maravillas. En el famoso gabinete de artes y curiosidades del Palacio de Ambras, por ejemplo, una pintura muestra un gigante y un enano, uno al lado del otro, y también representaciones de fenómenos extraños y raros, como hombres con rostros completamente peludos, mujeres barbudas, personas discapacitadas, etc. Los fenómenos mencionados estaban en un nivel similar con otras rarezas de la naturaleza, como conchas especiales, gemas preciosas, objetos hechos de materiales inusuales como nautilus, bezoares, nueces de las Seychelles, dientes de narval, cuyo origen exacto a menudo se desconocía en aquel tiempo y, por lo tanto, estaba envuelto en la leyenda. Se consideró, por ejemplo, que los dientes de narval eran el cuerno del legendario unicornio, del que se decía que tenía propiedades maravillosas. Un aura similar de lo maravilloso y de los cuentos de hadas también rodeaba a las personas de baja estatura o a las muy altas y, por lo tanto, las convertía en algo especial y precioso, una fuente de fascinación que se quería tener en la corte.

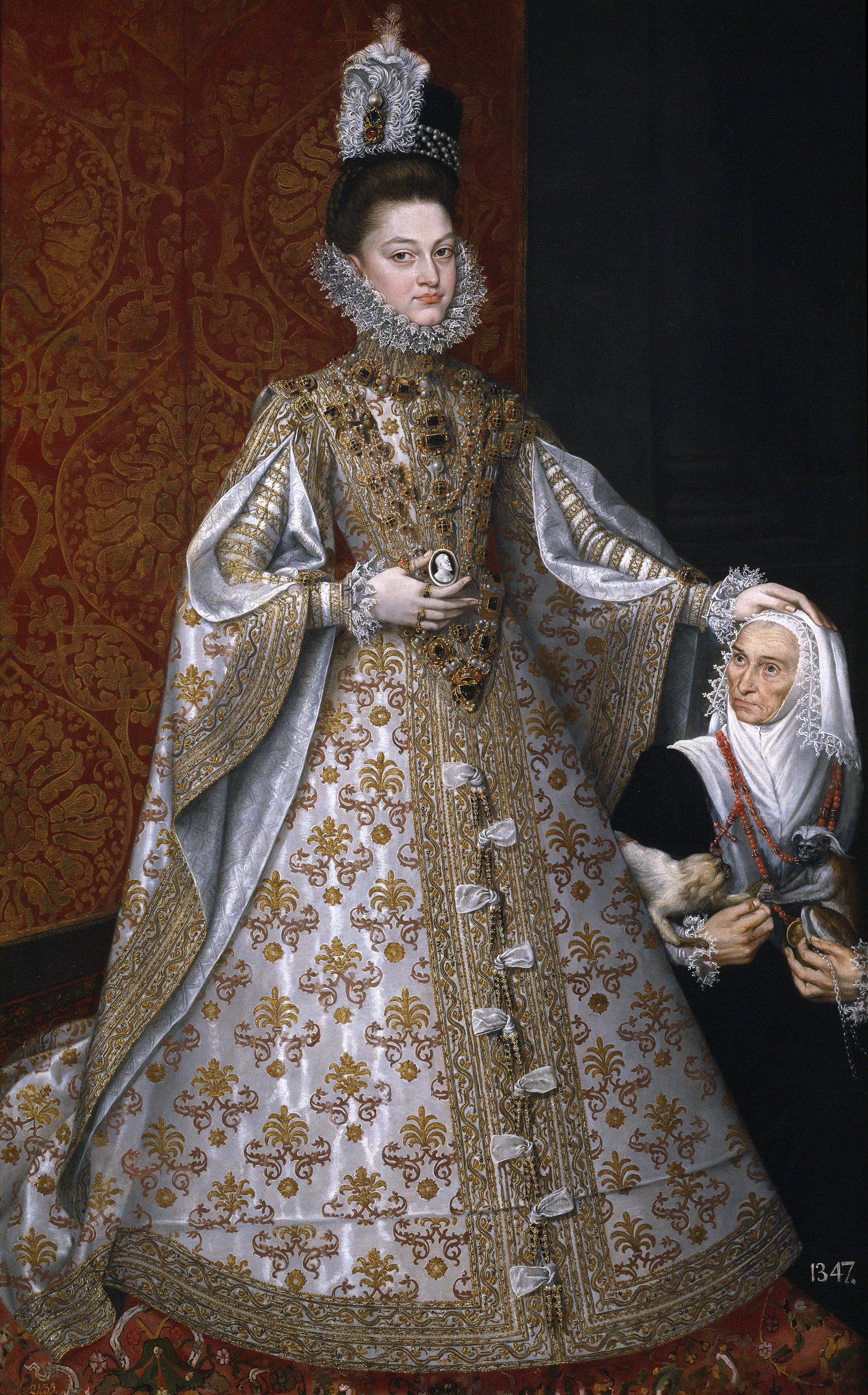
Alonso Sánchez Coello : Infanta Isabel Clara Eugenia y su enana Magdalena Ruiz, 1585–1588, Prado, Madrid.

Aparte de ese interés casi "científico", aunque todavía no en el sentido moderno, el hecho de que los enanos representen lo opuesto a una "apariencia imponente" también puede haber influido. Por lo tanto, a través de su contraste, ambos podrían enfatizar la grandeza del noble o la belleza y la gracia de la dama noble (particularmente en los retratos), pero también representar una vanitas- como un recordatorio para el príncipe y la princesa (y/o el espectador) de su propia pequeñez y fragilidad detrás de una fachada grandiosa o pomposa. En muchos retratos de príncipes con enanos o enanas, no se puede pasar por alto que los enanos y otros minusválidos también eran pupilos del gobernante, siendo objeto de un cariño especial. Un príncipe o una princesa sostiene su mano protectoramente sobre la cabeza de un enano o una enana, que aparece como un símbolo y una encarnación particularmente visible de los débiles, resaltando así una de las virtudes caballerescas (y nobles) desde la Edad Media que era proteger a los débiles. El retrato de Alonso Sánchez Coello de la infanta Isabel Clara Eugenia de Austria con su enana Magdalena Ruíz es ejemplar, pero el mismo gesto acariciador o protector se encuentra en varios otros retratos de manera similar.
Sin embargo, al igual que otras personas discapacitadas, los enanos de corte también aparecían en la función de bufones, a quienes, precisamente debido a su "falta de importancia" y pequeñez ya visibles desde el exterior, se les permitía decir cosas y podían tomarse libertades que eran impensables en el caso de otras personas, que estaban obligadas a atenerse a la estricta etiqueta de la corte. Por supuesto, también podían aportar diversión y alegría inofensivas a los gobernantes. Bajo ciertas circunstancias, un gobernante se rodeaba de un grupo más grande de personas de aspecto inusual. Sin embargo, de ninguna manera se debe suponer que las personas de baja estatura o los discapacitados fueran per se motivo de burla (o ridiculización), sino que los enanos de corte que ejercían el oficio de bufón debían poseer ciertas cualidades de humor e ingenio que no todos poseían. Si bien los bufones a menudo solo estaban presentes temporalmente en una corte específica, los enanos generalmente tenían una función permanente y estaban registrados en las listas de personal como "enano de corte", "enano personal" o "enano de cámara". Esto les permitió desempeñar un papel importante en la cultura ceremonial y les dio un acceso cercano al gobernante. Esta estrecha relación dio lugar a múltiples roles más allá de la tonta tarea como payasos. Los enanos de la corte servían como sustitutos de los niños o incluso de los diplomáticos. Al final de su carrera, estos enanos privilegiados solían recibir una pensión y otros beneficios. Un enano favorito de Pedro el Grande recibió un funeral de estado que incluía caballos en miniatura y un "pequeño sacerdote".

La reina Enriqueta María con Sir Jeffrey Hudson (1633) de Anton van Dyck.

Su apariencia especial podía usarse para efectos especiales o "golpes teatrales", por ejemplo cuando en una cena de gala un enano de corte saltaba del interior de un gran pastel para sorpresa de los presentes. Esto sucedió por ejemplo en un festín ofrecido por el duque de Buckingham para el rey Carlos I de Inglaterra y su esposa, donde el inusualmente guapo y pequeño Jeffrey Hudson (1619-1682) emergió del pastel. La reina Enriqueta estaba tan encantada con la broma y el hombrecito que inmediatamente lo adoptó e hizo que Anton van Dyck la pintara con él.  Como las cortes de Europa competían constantemente no solo en la política sino también en términos de representación, los gobernantes y los nobles intentaron conseguir tantos enanos como fuera posible. Se registró que Natalia Alekséievna de Rusia, hermana del zar Pedro el Grande, tenía 93 enanos de corte, mientras que la corte real española albergó a 70 enanos en el período de 1563 a 1700. Las personas con enanismo fueron reclutadas de toda Europa y utilizadas como un regalo popular para otros gobernantes.

#### Italia

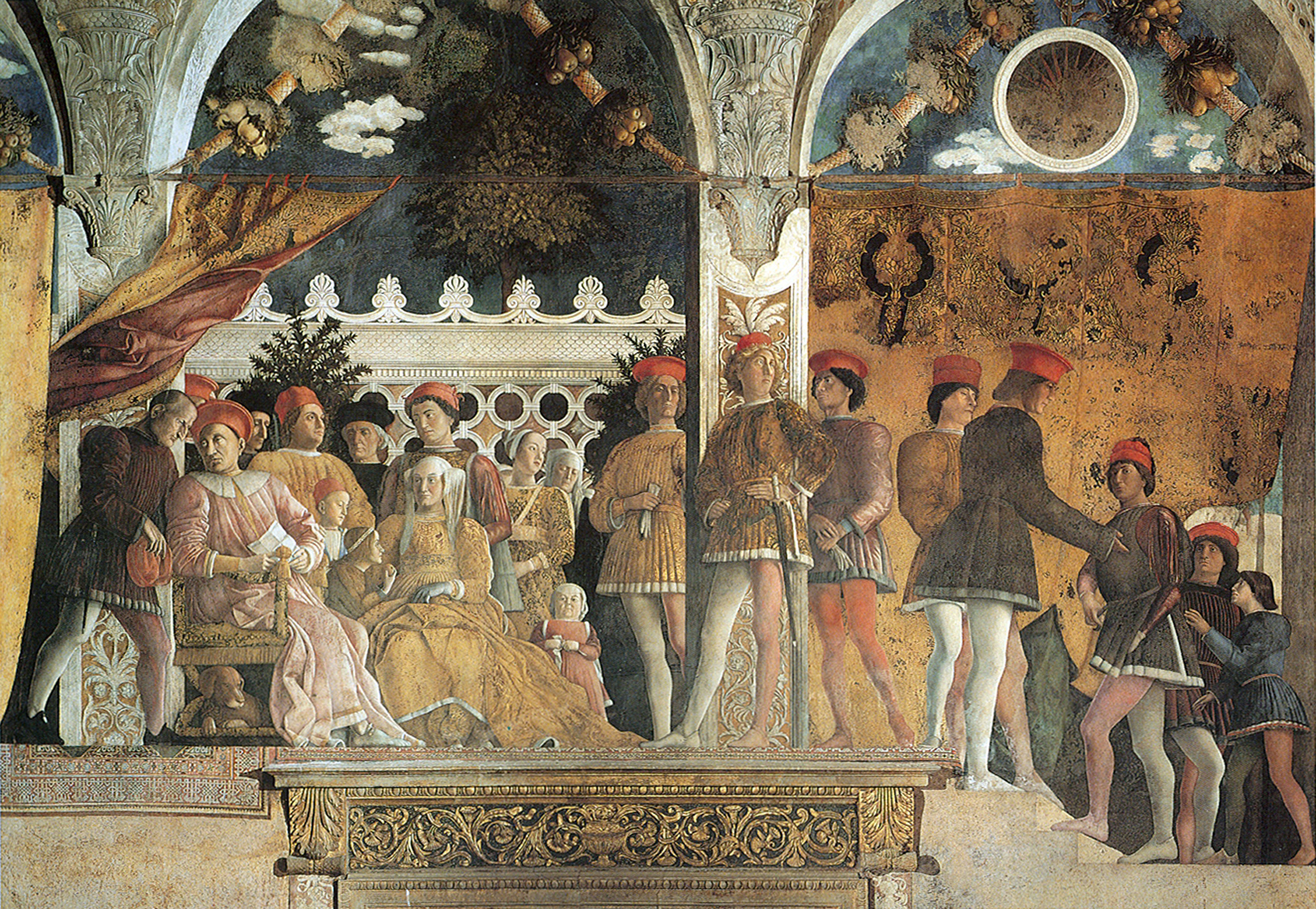
Mantegna, Cámara de los esposos, Palacio Ducal de Mantua. La enana es la única figura de todo el grupo que mira directamente al espectador y, además, hace un gesto obsceno, con el dedo índice metido en un puño cerrado.

Ya en el siglo XV Andrea Mantegna creó unos frescos cuyo tema es la celebración político-dinástica de la familia Gonzaga, en ocasión de la elección como cardenal de Francisco Gonzaga de la corte de Mantua, y donde se puede ver una enana de corte.
Cuando Nanino, un enano de la corte ducal de Milán, murió en 1497, Beatriz de Este expresó su pérdida escribiendo: “La naturaleza misma sería impotente para reemplazar a Nanino porque había usado todos sus poderes en la creación de este ser [hecho] para la diversión de los reyes.” El enano que Isabel de Este envió en 1533 como regalo a la nueva esposa de su hijo generó elogios semejantes: "No he encontrado otro con tan maravillosa deformidad en la relación de sus partes" (disforme dalla bonissisima relatione), declaró.
Morgante, apodo de Braccio di Bartolo (siglo XVI - ...), fue el más famoso y popular de los enanos de la corte de Cosme I de Médici en Florencia. Fue apodado irónicamente como el gigante del poema del mismo nombre de Luigi Pulci, y fue el más célebre de los cinco enanos de la corte de los Medici en el Palacio Pitti.
Giorgio Vasari relata en su libro sobre los artistas italianos que “Bronzino hizo entonces para el duque Cosme un retrato de cuerpo entero del enano Morgante, desnudo, y de dos maneras, a saber, de un lado del cuadro el frente y del otro el reverso, con los extraños y monstruosos miembros que ese enano posee; este cuadro, en su género, es hermoso y maravilloso.„

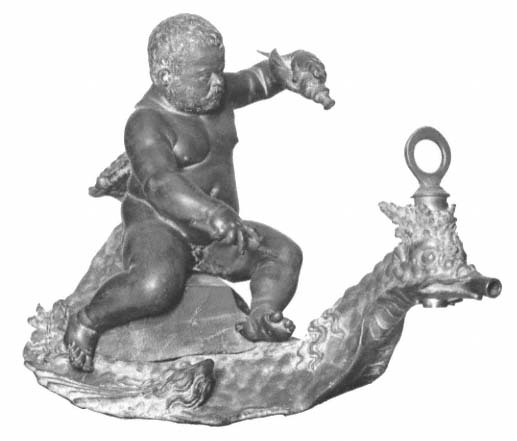
El enano Morgante de Giambologna.
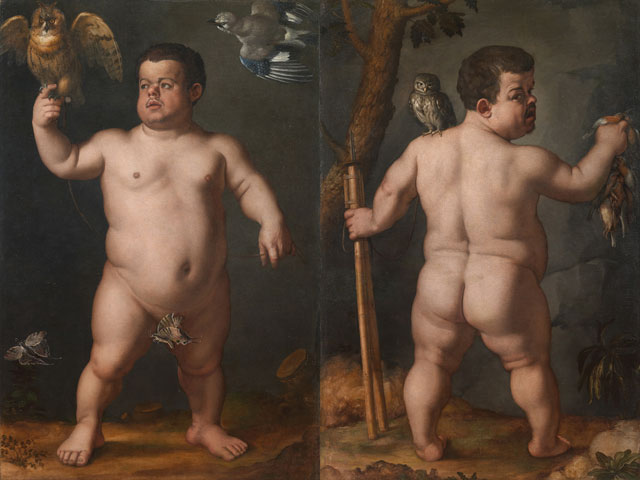
Retrato doble del enano Morgante de Bronzino.

#### España

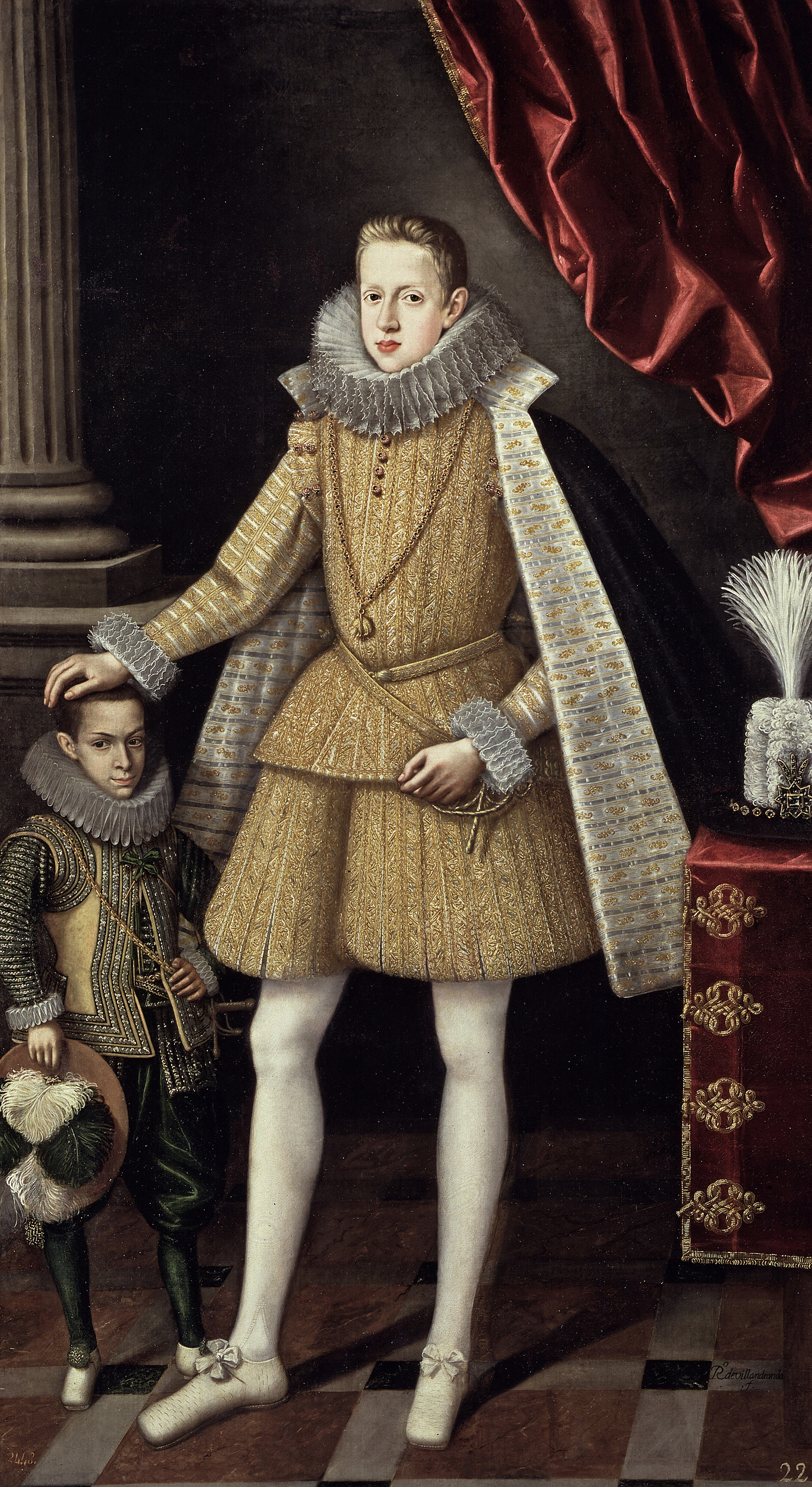
Felipe IV príncipe con el enano Soplillo, Museo del Prado.

La costumbre de los enanos de corte parece haber estado particularmente extendida en la corte española, que por otro lado era notoria por sus estrictas ceremonias cortesanas y también fue la precursora del traje de corte español particularmente estricto y restrictivo. Se supone que los enanos y bufones de corte deberían crear un cierto contrapeso y una relajación al rigor impuesto. Aparecen en los siglos XVI y XVII muchas veces junto a algún miembro de la familia real -el propio rey, la reina o el infante- pintados por pintores como Alonso Sánchez Coello, Frans Pourbus el Joven, Rodrigo de Villandrado, Gaspar de Crayer, Diego Velázquez, Juan Carreño de Miranda y otros. Los enanos de corte más conocidos en la actualidad vivieron en la corte de Felipe IV y fueron retratados por Velázquez, incluido -probablemente- Francisco Lescano, conocido como el Niño de Vallecas, Diego de Acedo y Sebastián de Morra. Además de la Infanta y sus doncellas, en el célebre cuadro de Velázquez Las Meninas se pueden ver también a la enana Mari Bárbola y al enano Nicolás de Pertusato.

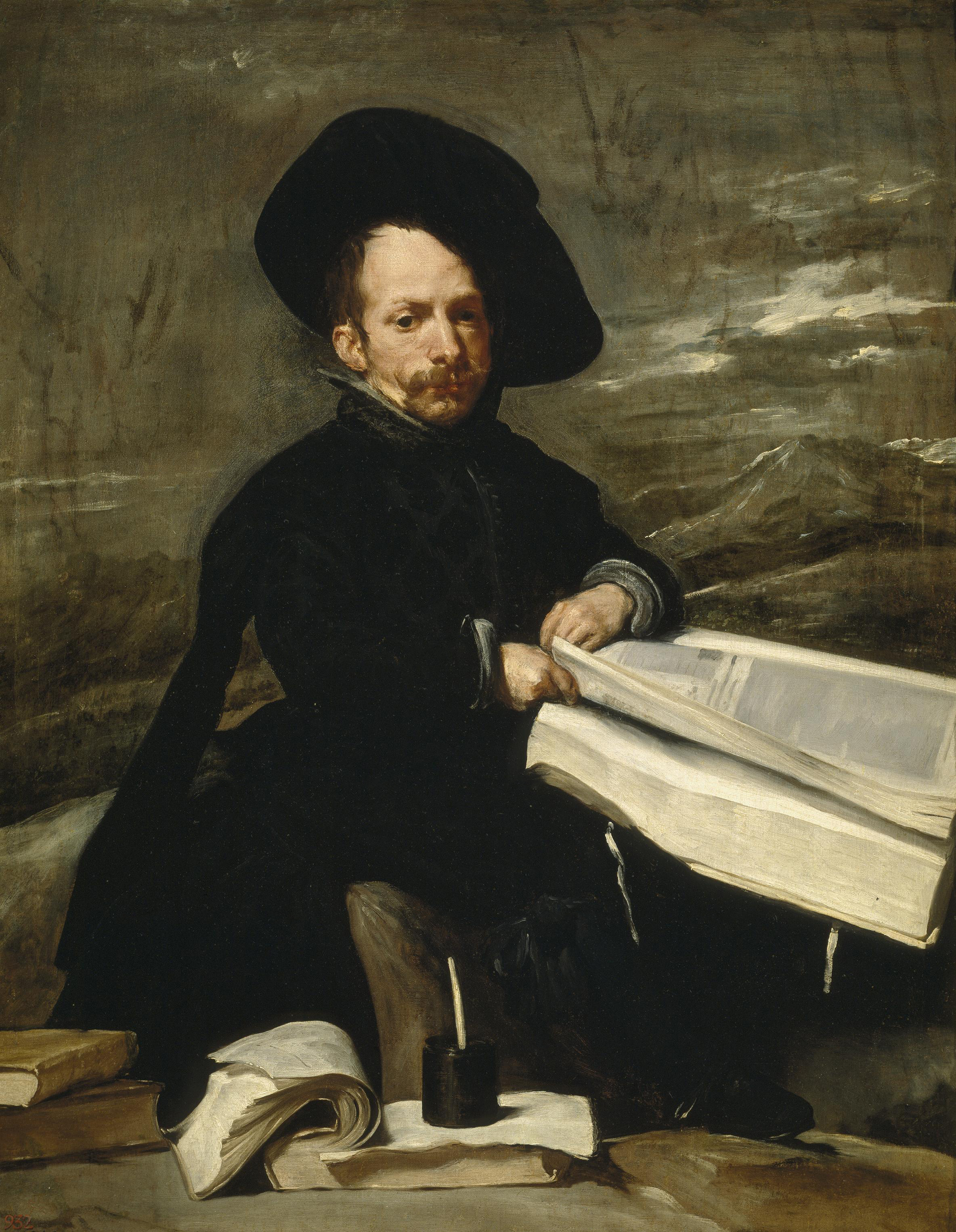
Diego Velázquez : Un enano de corte con libros, probablemente Don Diego de Acedo llamado "el Primo" (Prado, hacia 1645)

Las infantas españolas que se casaban en el extranjero, como María Teresa de Austria o su media hermana Margarita Teresa, llevaban a menudo enanos consigo. En ese entonces, a menudo ocupaban una importante posición de confianza y se les permitía, por ejemplo, preparar el chocolate a la reina, un producto de América que todavía era bastante nuevo en ese momento y una tarea mucho más complicada que mezclar una bebida de cacao moderna.

#### Francia
Richebourg (1756–1846), medía sólo 60 cm. Comenzó su vida como sirviente en la familia Orleans. En años posteriores fue su pensionista. Se dice que tuvo una actividad fuera de lo común en la Revolución Francesa: entraba y salía de París vestido como un bebé en brazos de una enfermera, pero con despachos, peligrosos de llevar, envueltos en los pañales. Murió en París en 1846, a la edad de 90 años.

#### Gran Bretaña

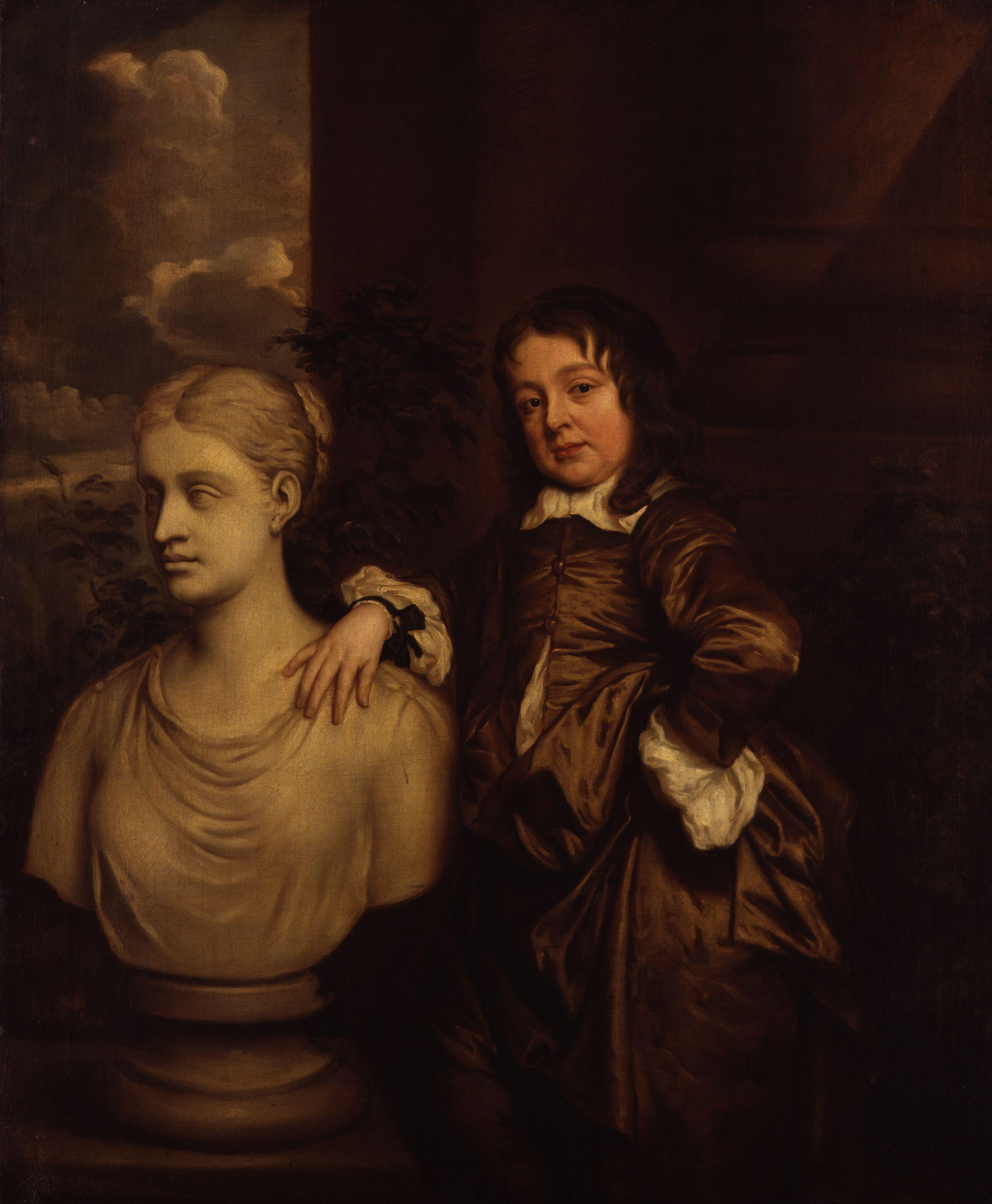
Richard Gibson (1658) por Peter Lely

La tradición británica menciona a un primer enano en la vieja balada que comienza "En la corte de Arturo, Tom Thumb vivió", y según esta evidencia, se alega que el prototipo del Tom Thumb moderno vivió en la corte del rey Edgar. De los enanos ingleses auténticos, el primero parece haber sido John Jarvis, que fue paje de la reina María I. Su hermano, el rey Eduardo VI, tenía un enano llamado Xit.
Contemporáneos de Hudson fueron otros dos enanos de Enriqueta María de Francia, Richard Gibson y su esposa Anne. Se casaron por deseo de la reina. Los dos juntos medían 2, 18 m. Tuvieron nueve hijos, cinco de los cuales, que sobrevivieron, eran de estatura ordinaria. Edmund Waller celebró las nupcias, Evelyn designó al marido como el "compendio de un hombre", y Lely los pintó de la mano. Gibson fue pintor de miniaturas de Carlos I y maestro de dibujo de las hijas de Jacobo II, las reinas María II y Ana, cuando eran niñas. Era de Cumberland y comenzó su carrera como paje, primero en una familia "gentil", luego en la familia real, murió en 1690, a los setenta y cinco años, y está enterrado en St Paul's, Covent Garden. El último enano de la corte en Inglaterra fue Coppernin, que estaba al servicio de la princesa (Augusta) de Gales, la madre de Jorge III. El último criado enano de la familia de un caballero británico fue el que tuvo William Beckford, el autor de Vathek y constructor de la Abadía de Fonthill. Era demasiado grande para pasárselo de un invitado a otro, como solía ser la costumbre en las cenas de antaño, cuando un enano era una "necesidad" para todas las familias nobles.

#### Polonia
Los enanos de corte existieron en Polonia desde al menos el siglo XVI, cuando las princesas polacas Catalina Jagellón y Sofía Jagellón tenían entre su séquito las enanas de corte Agnieszka y Dorothea Ostrelska, quienes las acompañaron a Suecia y Alemania, respectivamente, cuando dejaron Polonia para casarse.
Los enanos de la corte todavía existían en la corte polaca durante el siglo XVIII, cuando ya no estaban de moda en otras cortes. Estanislao de Polonia era propietario de Nicolas Ferry ("Bébé"), que medía 80 cm. Era uno de los tres hijos enanos de padres campesinos en los Vosgos. Murió en 1764, a la edad de 24 años.

#### Suecia
Los enanos de corte se observan en la corte real sueca desde mediados del siglo XVI, cuando las enanas de corte Lilla Gunnel y Fedossa de Rusia estaban al servicio de la princesa Sofía de Suecia. La princesa polaca Catalina Jagellón (1526-1583), casada con Juan III de Suecia, duque de Finlandia y más tarde rey de Suecia, tenía una confidente cercana en Dorothea Ostrelska, una mujer enana. Dosieczka, como era llamada, fue uno de los pocos miembros del séquito de Catalina que ésta mantuvo consigo mientras estuvo encarcelada por el rey Erico XIV de Suecia, como resultado de la rebelión de su esposo, el hermano del rey, contra la corona. Dosieczka fue una de las favoritas y confidente de Catalina también después de que esta última se convirtiera en reina de Suecia.
Los enanos de corte formaron parte de la corte real sueca durante todo el siglo XVII, a menudo como bufones, y se registran varios, como Narrinnan Elisabet, empleada de la reina María Eleonora, Annika Kollberg empleada con la reina Eduvigis Leonor, y Anders Luxemburg con Carlos XII de Suecia.
A los enanos de la corte normalmente no se les daba un salario, sino ropa, comida y alojamiento. En casos especiales, algunos de ellos, como el enano de corte africano Carl Ulrich, pudieron recibir educación y capacitación en una ocupación adecuada y emplearse formalmente como sirvientes de cámara o mozos de cuadra y, por lo tanto, recibir salarios adecuados. Al menos uno, Anders Been, fue ennoblecido. El puesto de enano de corte pasó de moda después del reinado de Carlos XII.

#### Bohemia
Rodolfo II (1552-1612), que se educó en la corte española y que tenía un interés particularmente fuerte en la alquimia, la orfebrería, la magia, y las propiedades curativas esotéricas de las piedras preciosas, estuvo entre los primeros gobernantes de Europa central de cuyas cortes se han transmitido informes sobre enanos. Era un coleccionista particularmente apasionado que vivía casi exclusivamente para sus cuartos de maravillas. Sus enanos de corte también eran famosos, codiciados y notorios. Muchos nobles del círculo de Rodolfo aspiraban a hacer lo mismo.

### A partir delsigloXVIII
Parecía especialmente deseable tener un enano como ayuda de cámara, paje, mayordomo o secretario. El siguiente extracto del libro de Otto Flake sobre Luis Guillermo de Baden-Baden representa un caso particularmente extremo y, para la época alrededor de 1700, ya algo fuera de lo común en su preferencia por los enanos de corte: "Incluso si no había mucho dinero en la casa de Neuburg, María Francisca debe haber traído algo con ella, de lo contrario, los treinta y ocho enanos que tenía y que agregaron un nuevo toque al paisaje urbano de Baden-Baden serían incomprensibles. Les dio nombres como Dürrschnabel y Dürrschnablin y le gustaba concertar matrimonios entre ellos. Cuando se puso demasiado mal para él, el margrave Guillermo I le ordenó despedir a treinta." 
Los enanos de la corte desaparecieron en el siglo XVIII, con la llegada de los Borbones a España y el surgimiento de una nueva forma de pensar sobre la grandeza real. En la corte de Francia, el cargo de enano del rey fue abolido por Luis XIV (antes de 1715). La costumbre de los enanos de corte terminó con la Ilustración.
Una evaluación correcta del fenómeno histórico a veces se ve dificultada por las representaciones inapropiadas de los autores posteriores, quienes no pocas veces han incorporado sus propios prejuicios y disgustos masivos en sus textos. Esto aparece, por ejemplo, en la elección de un vocabulario discriminatorio o de ideas negativas que nunca tuvieron nada que ver con la realidad de las personas de baja estatura. Cabe mencionar como ejemplo algunos casos de la historia del arte: en 1964, Richard Tüngel escribió en su libro sobre el Museo del Prado y los retratos de enanos y bufones de corte de Velázquez en términos generales de "retratos de tontos, idiotas y monstruos". Incluso describe a la enana Mari Bárbola en el cuadro Las Meninas como “un bicho raro particularmente feo”, y respecto al retrato del Enano de corte con libros (Don Diego de Acedo, llamado "El Primo", véase fig. arriba) habla de la "figura más profundamente retratada entre los tontos", pero al mismo tiempo y sin razón duda de su inteligencia y capacidad de lectura, en cambio lo acusa de la "locura de sus acciones". Todavía a finales del siglo XX, el biógrafo de Velázquez, López-Rey, en un texto mucho más neutro sobre el mismo cuadro, comentaba: "el hecho de que este modelo sea también un enano imbécil...". También habla de “debilidad” en relación con el retrato conocido como de Don Sebastián de Morra (hacia 1645, Prado, Madrid). En 1964, Camón Aznar consideró, al contrario, que en el retrato había un alarde de “inteligencia y concentración, nobleza y dignidad humana”.
También en el siglo XIX, las personas enanas y gigantes siguieron teniendo una fascinación y una atracción popular para la humanidad de tamaño normal. Wilhelm Hauff creó un tratamiento literario del tema con el cuento de hadas del "kleinen Muck" (1826), cuyo personaje principal vive temporalmente como un enano de corte en una corte real. 
Los descendientes de los enanos de corte trabajaron en el circo y en la industria cinematográfica y del espectáculo, por ejemplo Charles Stratton o la familia Ovitz, que fue internada en el campo de concentración de Auschwitz, siendo objeto de experimentos por parte de Josef Mengele, pero sobrevivieron.
Más recientemente, actores como Warwick Davis (Willow) o la francesa Mimie Mathy (Joséphine, ange gardien) han encarnado criaturas de cuentos de hadas en películas, y su pequeño tamaño es el foco de atención y las hace especialmente populares entre muchas personas, como lo hicieron antaño los enanos de corte. En las películas de Angélique de la década de 1990, el pequeño Roberto interpretó al simpático mendigo Barcarolle, que asciende al rango de enano de corte.

## La moda de los enanos ingeniosos en el arte.

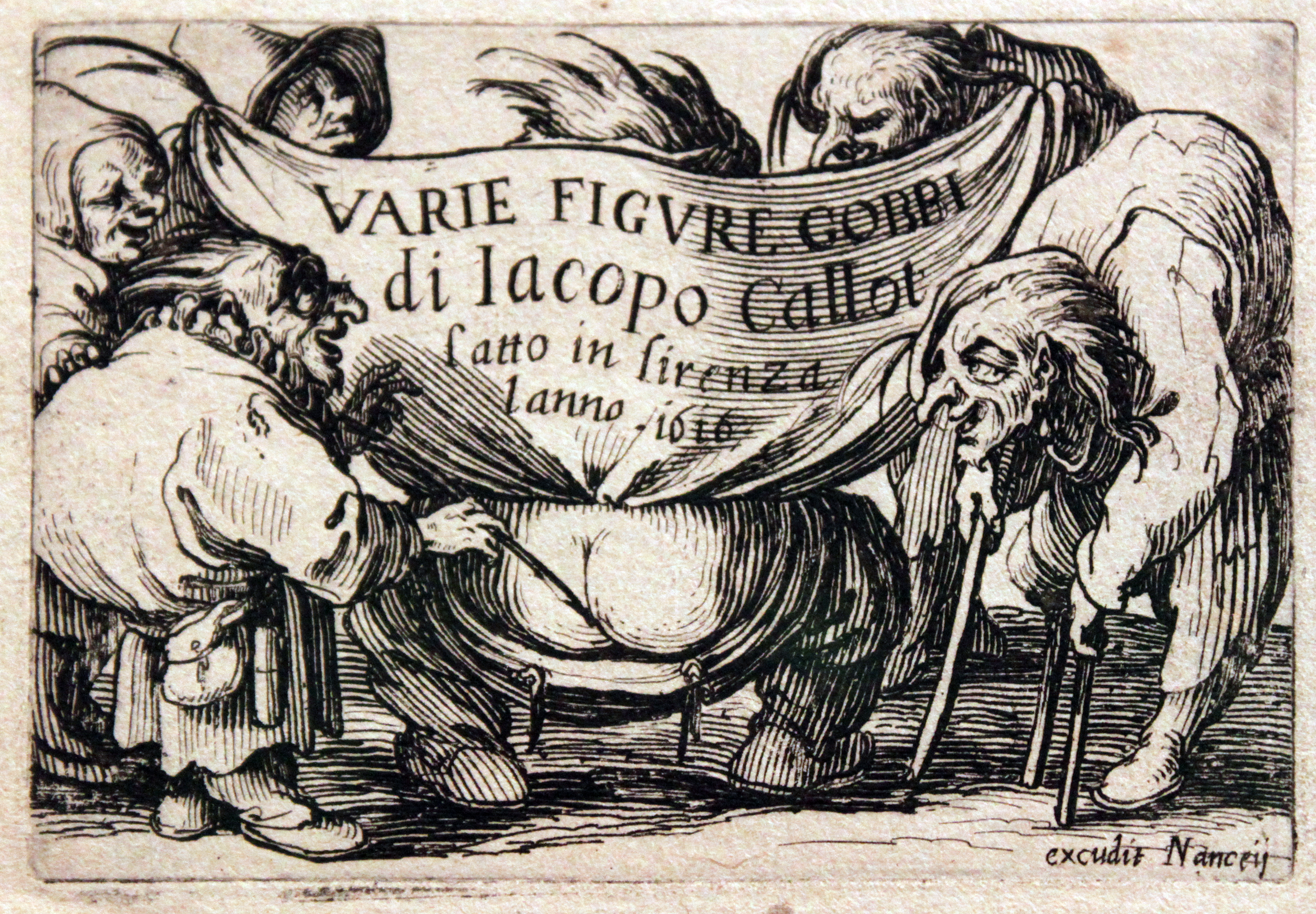
Jacques Callot : Portada de la colección Varie Figure Gobbi, 1616

El caricaturista y grabador sobre cobre Jacques Callot publicó en Florencia en 1616 una colección grotescamente cómica llamada Varie Figure Gobbi, con grabados de personajes cómicos, enanos o enanos apayasados, los llamados Callotti, en honor a su creador. Se trata, sin embargo, de personajes fruto de su fantasía, una especie de caricatura de las debilidades humanas, y muy probablemente también influenciados por los bromistas de la commedia dell'arte italiana. La colección de Callot tuvo mucho éxito y más tarde encontró imitadores, especialmente en Alemania con la serie de grabados de Martin Engelbrecht Callotto resuscitato o el recién amueblado Zwerchen Cabinet (1710-1750), donde las debilidades humanas y la vanidad están aún más claramente enfocadas. Los Callotti también inspiraron a los orfebres y joyeros que crearon diminutos gnomos grotescos (y otras figurillas) a partir de materiales valiosos, especialmente con cuerpos de perlas barrocas. Todo esto también condujo a la moda de los enanos de jardín barrocos, que todavía se pueden ver hoy en algunos parques de castillos, especialmente en Europa Central. La colección más famosa de tales estatuas de enanos se encuentra en los jardines del Palacio de Mirabell en Salzburgo.
Hasta qué punto las modas de los Callotti, los enanos de las perlas y de jardín estaban relacionadas con el mundo real de los enanos de corte solo se puede conjeturar hoy. Más allá de una fascinación barroca general por las personas de muy baja estatura, Callot podría haberse inspirado en los enanos y bufones de corte, así como en los comediantes de la corte de Cosme II de Médici en Florencia. El fenómeno del conocido enano de corte del Palatinado y bufón Perkeo, que era famoso por beber mucho, pero era un alcohólico serio según los estándares de la medicina moderna, parece tener una conexión directa con algunas figuras de enanos bebedores de Callot o del arte orfebre barroco, en cualquier caso, su comportamiento correspondía a una idea preexistente.

## Famosos enanos de corte

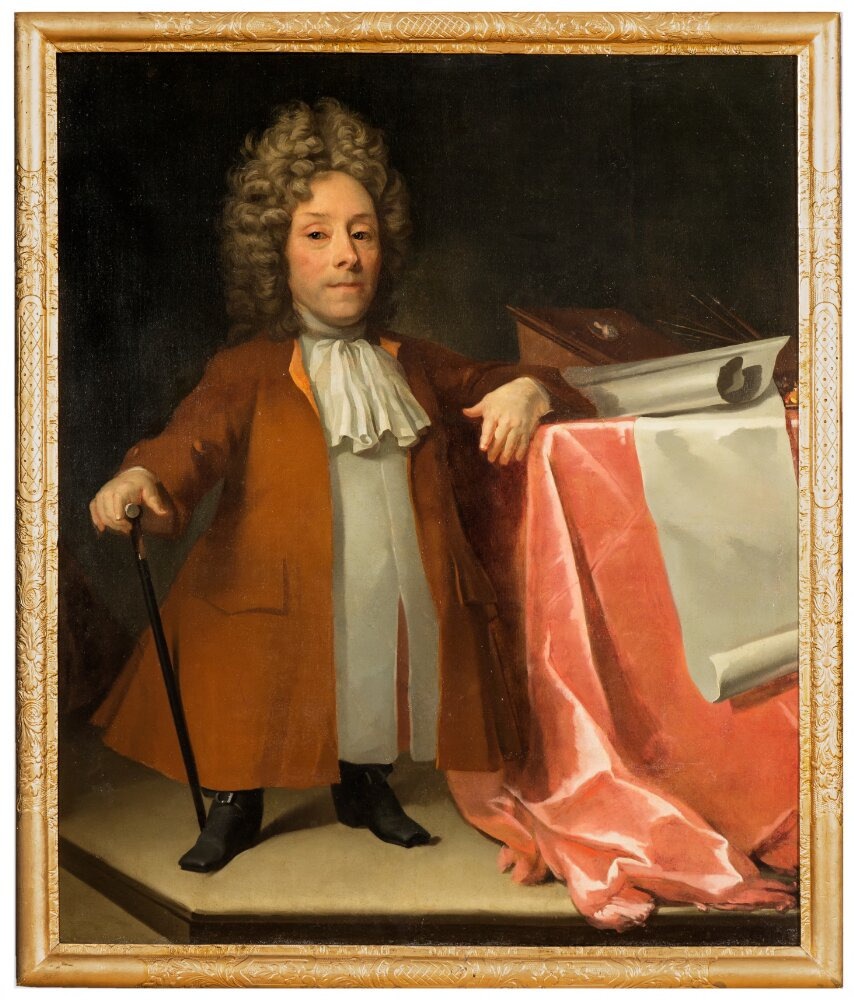
Anders Been, retrato de David von Krafft.

- Nano Morgante, enano de la corte italiana en la corte de Cosme I de Médici, Gran duque de Toscana.
- Agnieszka (siglo XVI), enana de corte, dama de compañía, secretaría y confidente de la princesa polaca Sofía Jagellón y más tarde de la duquesa Sofía de Electorado de Brunswick-Luneburgo, princesa de Brunswick-Wolfenbüttel.
- María Bárbola, enana de la corte española.
- Anders Been, pintor noruego y enano de corte al servicio de la reina viuda sueca Eduvigis Leonor de Holstein-Gottorp.
- Johan Tramm von Stambach (11 de diciembre de 1689 – 1 de julio de 1710) fue el enano de corte favorito de Cristiana Eberardina de Brandeburgo-Bayreuth. Fue inmortalizado en el Markgrafenbrunnen frente al Palacio Nuevo de Bayreuth.[63]
- François de Cuvilliés el Viejo (1695-1768) fue un maestro de obras, escultor y yesero que tuvo una gran influencia en el rococó bávaro. Había sido empleado como enano de corte por el elector bávaro Max Emanuel. Lo hizo entrenar como arquitecto en Múnich y París.
- Perkeo (1702-1735), su verdadero nombre aparentemente era Johannes Clement, fue alrededor de 1720 el bufón de corte y chambelán del elector Carlos Felipe von der Pfalz y era conocido por su sed casi insaciable y el correspondiente alto consumo de vino. Su memoria se mantiene viva gracias a un poema de Joseph Victor von Scheffel. Se supone que el nombre "Perkeo" proviene del hecho de que respondió a la pregunta de si podía vaciar el gran barril de Heidelberg con Perché no (en italiano, "¿Por qué no?").
- Nicolas Ferry (1741–1764), apodado “ Bébé” (Bebé), fue el enano de corte del rey polaco Estanislao I Leszczyński. El examen de su esqueleto fue un paso importante en la descripción del síndrome de Seckel.
- Helena Antonia, enana de corte de María de Austria, emperatriz del Sacro Imperio Romano Germánico.
- Jeffrey Hudson (1619 - alrededor de 1682) enano de la corte de la reina inglesa Enriqueta María de Francia.
- Józef Boruwłaski (1739 - 1837), músico y enano de corte nacido en Polonia que realizó giras por las cortes europea y turca. Boruwlaski es una de las pocas personas discapacitadas del siglo XVIII que dejaron testimonio personal: Boruwlaski, Mémoires du célèbre nain.[25]

## Galería

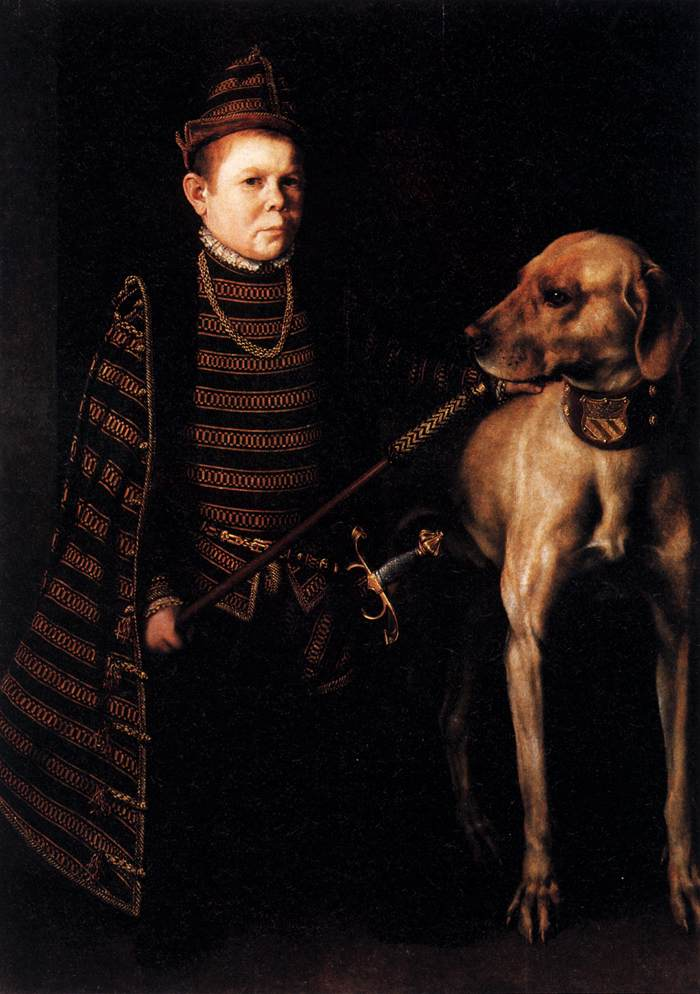
Antonio Moro (?): Enano y mastín del cardenal Granvela, c.1549–1560, Louvre, París.
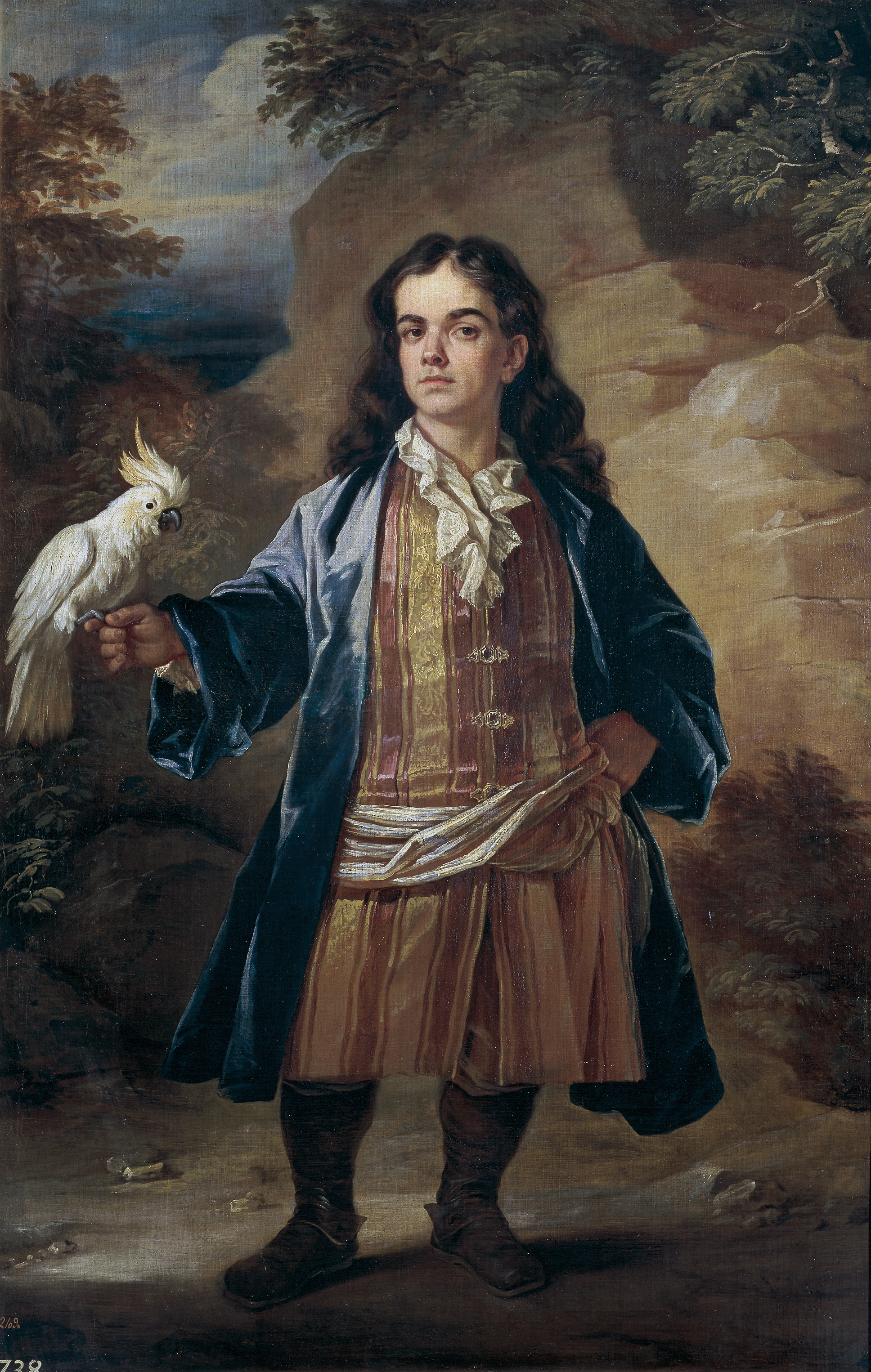
John Closterman: Un enano de la corte con una cacatúa, Prado, Madrid.
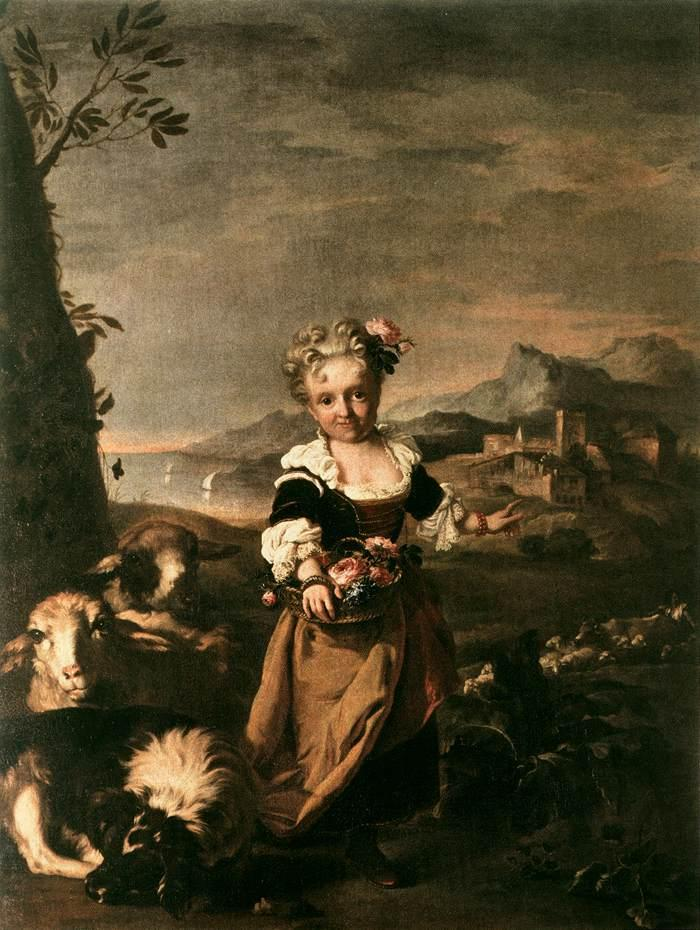
Niccolò Cassana: Angiola Biondi, una enana al servicio de Violante Beatriz de Baviera, 1707 (Palacio Pitti, Florencia).